# سلطة التنمية العامة
في ولاية واشنطن بالولايات المتحدة ، تعتبر سلطة التنمية العامة (المعروفة عادةً باسم PDA والمعروفة أيضًا باسم المؤسسة العامة ) شركة مملوكة للحكومة . تم إنشاؤها تحت RCW 35.21.730. 
وهي منفصلة قانونًا عن المدينة أو المقاطعة التي تنشئها. بموجب قانون الولاية والقانون الفيدرالي ، يجب أن تحدد جميع عقودها أن الالتزامات التي تتكبدها الشركة يجب أن تُستوفى حصريًا من أصولها الخاصة. وفقًا لمدينة سياتل ، «هذا يسمح بإنجاز أنشطة للأغراض العامة دون افتراضها في الوظائف العادية لحكومة المدينة.» كل سياتل السلطة يحكمها مجلس المتطوعين الذي يشرف على أنشطة PDA والموظفين. 